# Lavaldens
Lavaldens ist eine französische Gemeinde mit 161 Einwohnern (Stand: 1. Januar 2022) im Département Isère in der Region Auvergne-Rhône-Alpes (vor 2016 Rhône-Alpes). Sie gehört zum Arrondissement Grenoble und zum Kanton Matheysine-Trièves. Die Einwohner werden Vaudantins genannt.

## Geographie
Lavaldens liegt etwa 32 Kilometer südsüdöstlich von Grenoble am Fluss Roizonne am Westrand des Oisans-Massivs der Dauphiné-Alpen. Umgeben wird Lavaldens von den Nachbargemeinden La Morte im Nordwesten und Norden, Livet-et-Gavet im Norden, Ornon im Nordosten, Chantelouve im Osten, Le Périer im Südosten,  La Valette im Süden, Saint-Honoré im Südwesten sowie Villard-Saint-Christophe im Westen. Im Norden hat die Gemeinde einen kleinen Anteil am Hochgebirgs-Truppenübungsplatz Champ de Tir du Lac de Prévourey.
Die höchsten Berggipfel in Lavaldens:
- Le Taillefer 2839 m
- La Pyramide 2839 m
- Grand Armet 2792 m
- Rocher du Lac 2771 m
- Le Coiro 2606 m
- Le Tabor 2389 m

## Bevölkerungsentwicklung
| Jahr                       | 1962 | 1968 | 1975 | 1982 | 1990 | 1999 | 2006 | 2013 | 2021 |
| -------------------------- | ---- | ---- | ---- | ---- | ---- | ---- | ---- | ---- | ---- |
| Einwohner                  | 246  | 224  | 157  | 146  | 131  | 139  | 151  | 168  | 158  |
| Quellen: Cassini und INSEE |      |      |      |      |      |      |      |      |      |

## Sehenswürdigkeiten

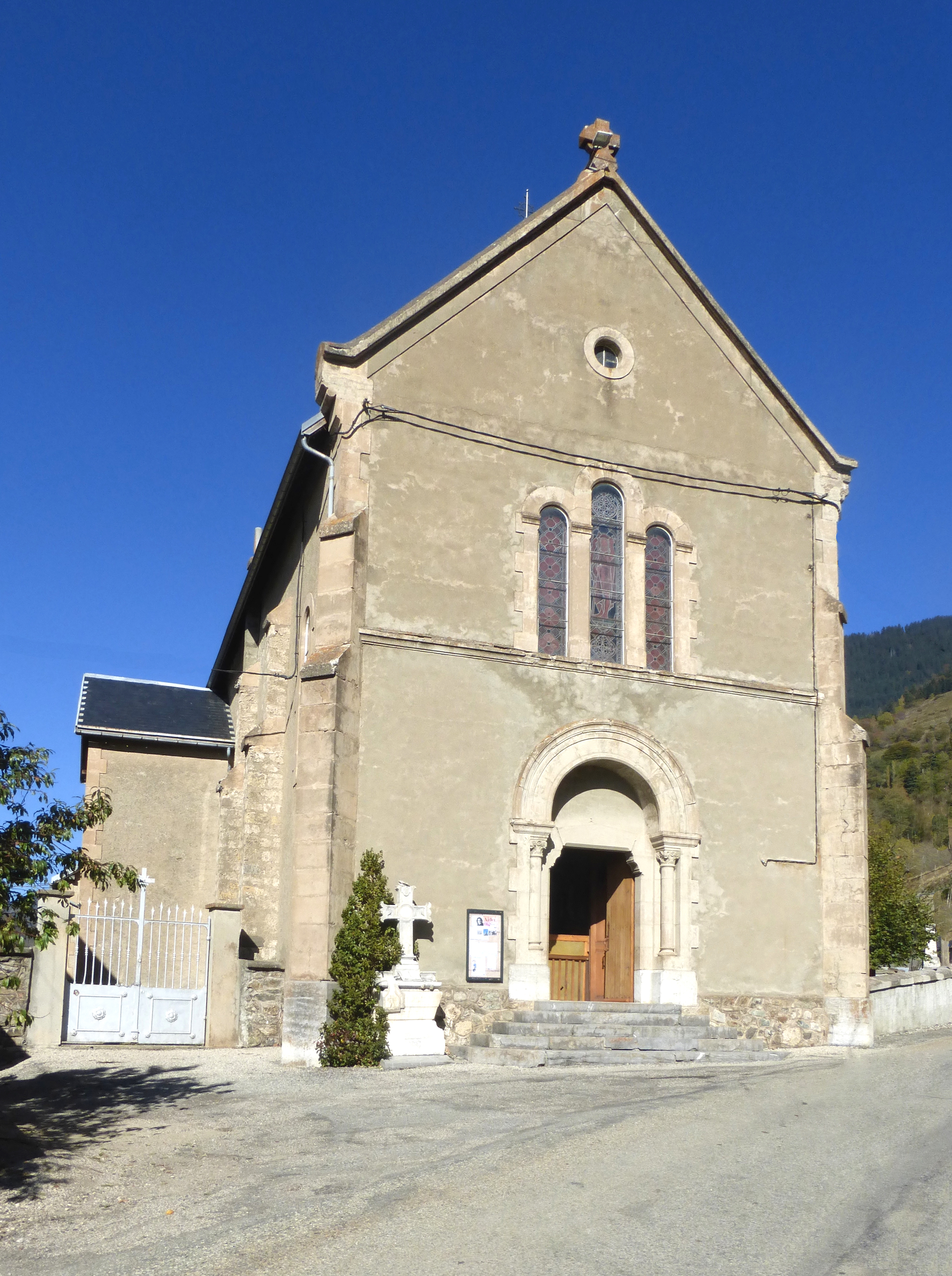
Kirche Saint-Christophe
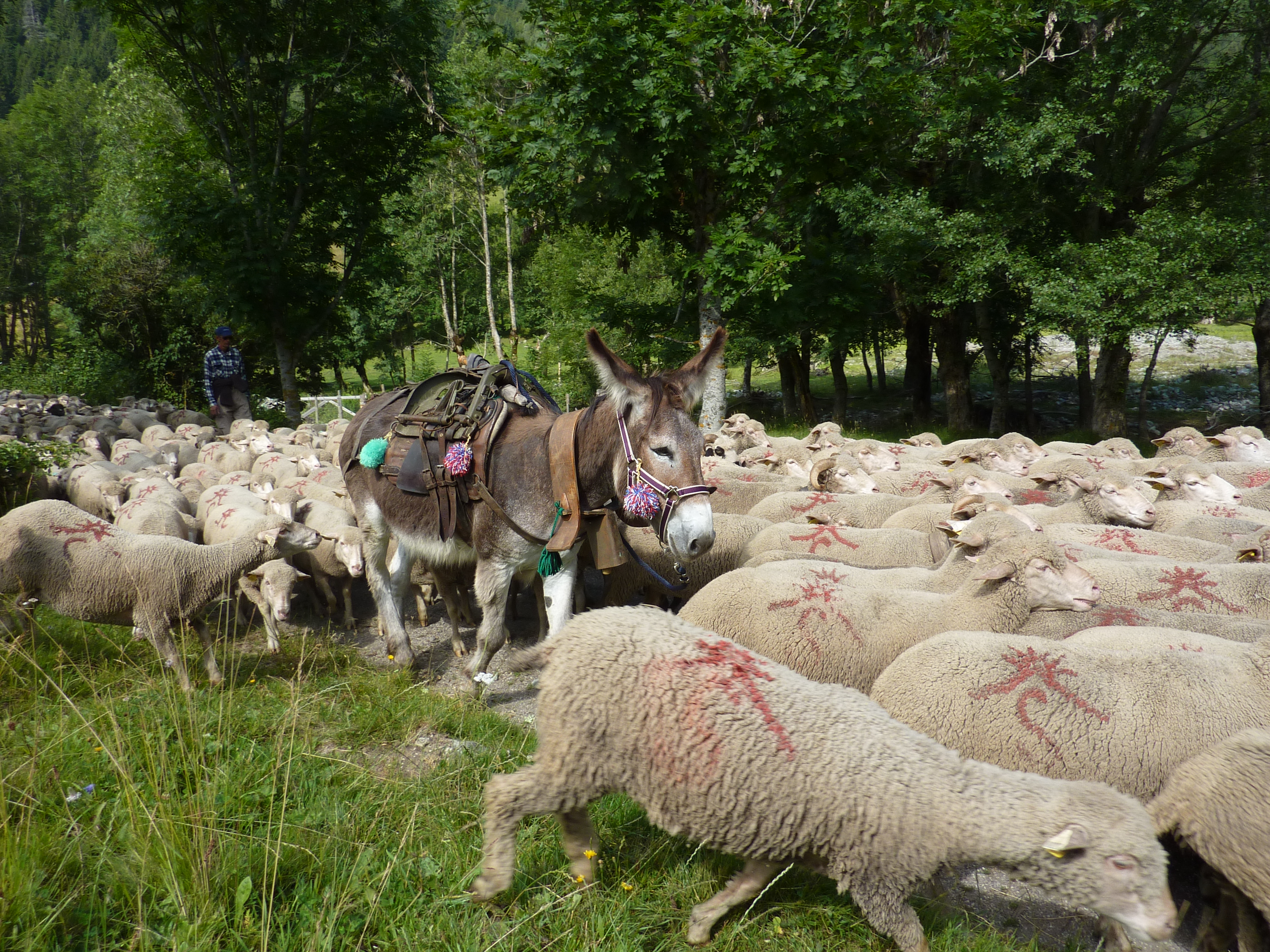
Transhumanz in Lavaldens

- Kirche Saint-Christophe
- Transhumanz in Lavaldens